# Тимошенко Надія Митрофанівна
Наді́я Митрофа́нівна Тимоше́нко (Вовк) (1908—1971) — українська художниця, майстриня петриківського розпису.
Учасниця республіканських і міжнародних виставок. Твори зберігаються у Національному музеї українського народного декоративного мистецтва і Дніпровському художньому музеї.
Сестра відомого майстра петриківського розпису Василя Вовка.